# スウィンギン・ニッポン
「スウィンギン・ニッポン」は、氣志團の通算3枚目のシングル。

## 概要
- シングルとしては、前作から9か月ぶりのリリースとなった。
- ジャケット写真は氣志團初のイラストが使用されている。
- Jリーグベガルタ仙台のチャントとしても使用され、氣志團自身も公認し仙台サポーターの前でも歌詞をチャント化されたものを披露しており、公式youtubeにも仙台verのMVが公開されている[1]。

## 収録曲
1. スウィンギン・ニッポン
  - 作詞・作曲：綾小路翔／編曲：氣志團
  - 歌詞中には漫画『ジョジョの奇妙な冒険』の台詞やTM NETWORKの楽曲「SEVEN DAYS WAR」からの引用などさまざまなオマージュが散りばめられている。
2. あばよ クレージュ・タクト,BABY…
  - 作詞・作曲：綾小路翔／編曲：氣志團
3. DxlxY
  - 作詞：綾小路翔／作曲：星グランマニエ／編曲：氣志團
  - インディーズ時代のミニアルバム『房総与太郎璐薫狼琉』収録の「DxIxY(Dangerous Iitoshi Yankee No Theme)」のリアレンジバージョン。